# Chemin Bernard-Sarrette
Pour les articles homonymes, voir Sarrette.
Le chemin Bernard-Sarrette est une voie de Toulouse, chef-lieu de la région Occitanie, dans le Midi de la France.

## Situation et accès

### Description
Le chemin Bernard-Sarrette est une voie publique. Il se trouve au nord du quartier de Croix-Daurade, dans le secteur 3 - Nord.
Il naît perpendiculairement à la rue André-Vasseur, au niveau du pont qui franchit le lit de l'Hers-Mort. Le chemin suit d'ailleurs un parcours parallèle, en rive gauche, de la rivière. Elle donne naissance à l'impasse du Mont-Blanc, puis se termine au carrefour de la route d'Albi, à proximité immédiate de l'échangeur no 14 de l'autoroute des Deux Mers, utilisée comme périphérique dans la traversée de Toulouse (autoroute A62).
Dans la première partie du chemin Bernard-Sarrette, entre la rue André-Vasseur et le rond-point de retournement après l'actuel no 31, la chaussée compte une seule voie de circulation automobile à double-sens. Elle est définie comme une zone de rencontre et la vitesse y est limitée à 20 km/h. Il n'existe sur cette section ni bande, ni piste cyclable. Au-delà du rond-point, et jusqu'à la route d'Albi, le chemin a été fermé à la circulation en 2020 et transformée en voie verte, réservée aux déplacements non motorisés, tels que les piétons et les vélos.

### Voies rencontrées
Le chemin Bernard-Sarrette rencontre les voies suivantes, dans l'ordre des numéros croissants (« g » indique que la rue se situe à gauche, « d » à droite) :
1. Rue André-Vasseur
2. Impasse du Mont-Blanc (g)
3. Route d'Albi - accès piéton

## Odonymie
Le chemin Bernard-Sarrette portait au XIXe siècle le nom de chemin de Duffé, qui lui venait d'une famille propriétaire d'un domaine agricole. En septembre 1936, il prit le nom de Bernard Sarrette (1765-1858). En 1789, aux débuts de la Révolution française, il a l'idée d'un orchestre de la garde nationale. En 1792, il propose la création d'une École libre de musique, qui devient l'année suivante l'Institut national de musique, puis en 1795 le Conservatoire national de musique et de déclamation. Il en est le directeur jusqu'à la Restauration en 1814.

## Patrimoine et lieux d'intérêt

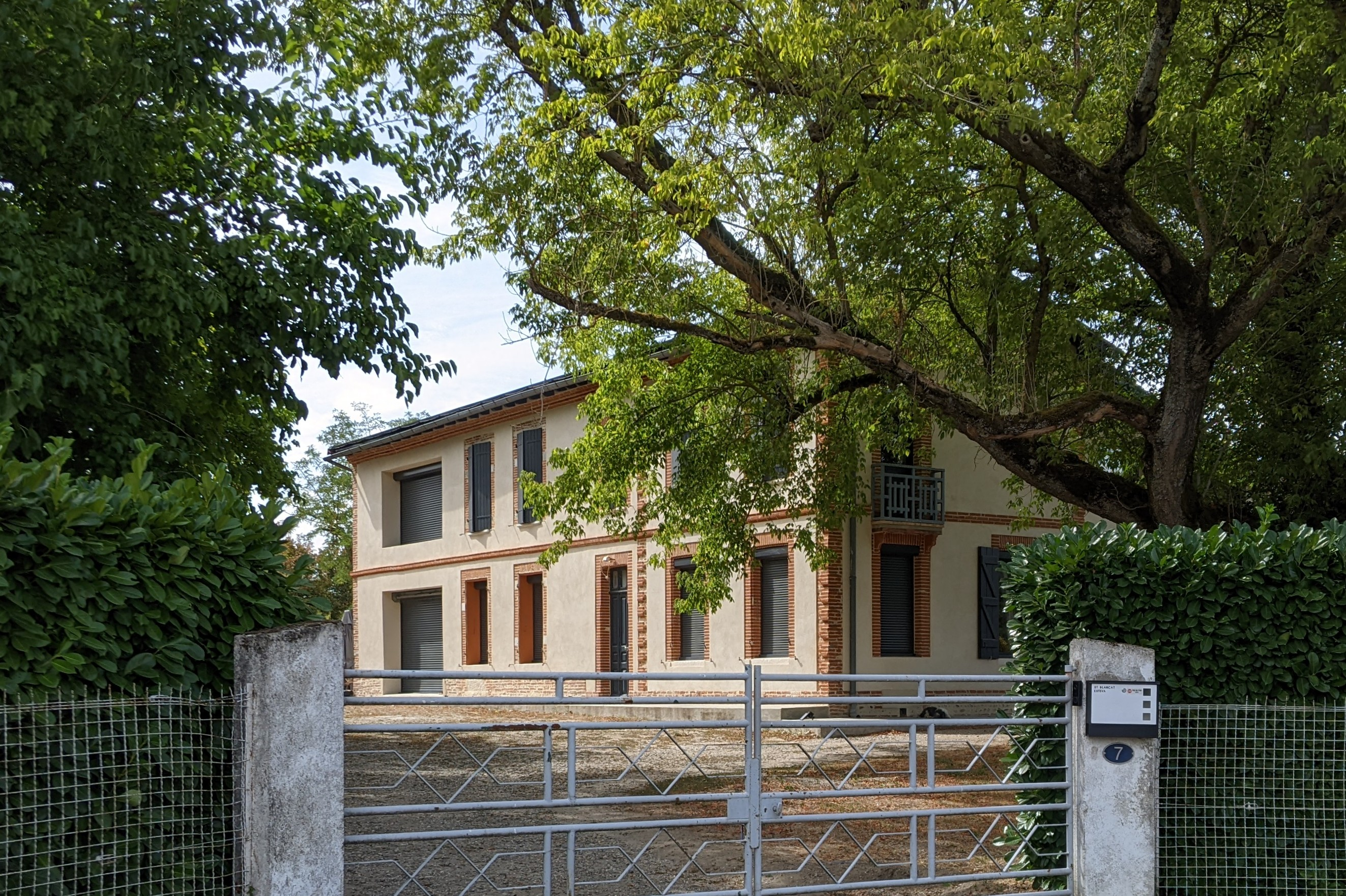
no 7 : ancienne ferme.

- no  1 : ferme (deuxième moitié du XIXe siècle)[3].

- no  7 : ferme. 
La ferme est construite en plusieurs phases entre la fin du XIXe siècle et le début du XXe siècle. Le bâtiment, disposé perpendiculairement au chemin Bernard-Sarrette, est bâti en brique. Il se développe sur sept travées et deux niveaux, séparés par un cordon et couronné par une corniche moulurée. Les deux travées de droite, encadrées par des chaînes d'angle harpées, correspondent à l'adjonction d'un nouveau logis[4].